# Euprosthenopsis vachoni
Euprosthenopsis vachoni är en spindelart som beskrevs av Patrick Blandin 1977. Euprosthenopsis vachoni ingår i släktet Euprosthenopsis och familjen vårdnätsspindlar.
Artens utbredningsområde är Djibouti. Inga underarter finns listade i Catalogue of Life.